# BEST FRIENDS (Friendsのアルバム)
『BEST FRIENDS』（ベスト・フレンズ）は、Friendsの1枚目のベスト・アルバム。2009年1月7日にスターチャイルドから発売された。

## 概要
テレビアニメ『今日の5の2』のオープニングテーマとエンディングテーマが全て収録されている。また、『今日の5の2』関連の楽曲以外に新規に作成された楽曲やカバー曲も収録されている。
エンディングテーマに使用された楽曲は、ZONEの「secret base〜君がくれたもの〜」、「大爆発 NO.1」、JITTERIN'JINNの「夏祭り」などのガールズバンドの楽曲を取り上げている。
また、カバー曲の1曲である「Sakura Revolution」は、テレビアニメ『シスター・プリンセス』関連の声優ユニット・Pritsの「Sakura Revolution」のカバーである。

## 収録曲
1. ニセモノ [4:32]
作詞：只野菜摘、作曲・編曲：植木瑞基
  - テレビアニメ『今日の5の2』オープニングテーマ
2. Sakura Revolution [4:34]
作詞：只野菜摘、作曲・編曲：堀隆
3. フレンズ [4:26]
作詞：Nokko、作曲：土橋安騎夫、編曲：YUPA
4. 学園天国 [3:05]
作詞：阿久悠、作曲：井上忠夫、編曲：YUPA
5. 願い [5:28]
作詞：Seiji、作曲・編曲：YUPA
  - テレビアニメ『今日の5の2』エンディングテーマ
6. 一雫 [4:11]
作詞：町田紀彦、作曲：羽岡佳、編曲：牧野信博
Featuring：阿澄佳奈・本多陽子
7. rollover [3:12]
作詞：只野菜摘、作曲・編曲：住吉中
Featuring：小林ゆう・下田麻美
8. ガールズクライシス [3:25]
作詞：椎名可憐、作曲：住吉中、編曲：YUPA
Featuring：MAKO・明坂聡美
9. ユウヤケイロ [4:30]
作詞：Loco.、作曲・編曲：YUPA
  - テレビアニメ『今日の5の2』エンディングテーマ
10. 夏祭り [3:57]
作詞・作曲：破矢ジンタ、編曲：YUPA
  - テレビアニメ『今日の5の2』エンディングテーマ
11. 大爆発 NO.1 [4:20]
作詞：和田勝彦、作曲：和田克比古、編曲：YUPA
  - テレビアニメ『今日の5の2』エンディングテーマ
12. secret base 〜君がくれたもの〜 [4:46]
作詞・作曲：町田紀彦、編曲：YUPA
  - テレビアニメ『今日の5の2』エンディングテーマ